# Tammy Sutton-Brown
Tamara Kim Sutton-Brown, detta Tammy (Markham, 27 gennaio 1978), è un'ex cestista canadese, professionista nella WNBA.

## Carriera
È stata selezionata dalle Charlotte Sting al secondo giro del Draft WNBA 2001 (18ª scelta assoluta).
Con il Canada ha disputato i Giochi olimpici di Sydney 2000, i Campionati mondiali del 2006 e tre edizioni dei Campionati americani (2001, 2003, 2005).

## Palmarès
- Campionessa WNBA (2012)